# 父の名
父の名（ちちのな、仏: Noms-du-Père）とは、ラカン派（仏:Lacanien）の精神分析理論で用いられる概念の一つ。ジークムント・フロイトの理論における超自我や原父に比較されることが多いが、対応はそれほど単純なものではなく、ラカン独特の理論体系の中で他の諸概念と複雑に照応しあいながら、厳密に規定されている概念である。

## 概要と由来
人間が、乳児から成長して自己を持つにいたる課程において、母の乳房が詰まっている乳児の口から、やがて乳房が去り、そこに欠如が生まれる。ラカンによれば、これは想像界に安住するのを禁ずる父の命令を受け入れることであり、社会的な法の要求を受け入れること、社会という言語活動の場に引きずり出されること、自分が全能ではないという事実を受け入れることと同義である。
この父の命令にあたるものを、ラカンは、フランス語で同じ発音をもつ2つの言葉「non（否）」と「nom（名）」をひっかけて、父の名と呼んだ。

### 去勢と主体の確立
父の名を受け容れる過程は、幼児の全能性である「ファルス」（仏:phallus）を傷つけることという意味で、去勢（仏:forclusion）と呼ばれる。この去勢によって、人間は自らの不完全性を認め、不完全であるところの主体（仏:sujet）を逆に積極的に確立するのである。